# Mariano di Ser Austerio
Mariano di Ser Austerio (ou Eusterio), já chamado Mariano da Perugia, (Perúgia, ca. 1470 - idem, ca. 1530) foi um pintor italiano, discípulo e colaborador de Pietro Perugino, especializado na produção de frontais de retábulo (predelas).
São poucas as referências à sua vida e sua obra, ainda que Giorgio Vasari o registre em sua célebre Vite, obra que inaugura o gênero da historiografia artística. Seu estilo é intensamente influenciado pela estética do mestre Perugino, embora suas obras denotem um acabamento flagrantemente mais modesto, segundo Bardi.
Seu corpus de obras é bastante reduzido: são de sua autoria o afresco da Crucificação (hoje transferido para tela) e a Sant'Ana com a Virgem da Misericórdia, ambos na Galleria dell'Umbria, em Perúgia, além do Sepultamento de Cristo, no Museu de Belas Artes de Caen e uma Virgem com o Menino e Dois Anjos, em coleção particular.
A Mariano também é atribuída a execução parcial da Natividade, no Louvre, em colaboração com Lo Spagna. Em 1923, Gnoli chegou a lhe atribuir a Ressurreição Kinnaird, retirando a atribuição pouco tempo depois. Bernard Berenson retomou a hipótese, atualmente abandonada. A tela é hoje majoritariamente tida como autógrafa de Rafael.